# Saburo Kawabuchi
Saburo Kawabuchi (川淵 三郎 Kawabuchi Saburō?,  nacido el 3 de diciembre de 1936 en Takaishi, Osaka, Imperio del Japón) es un exfutbolista japonés que se desempeñaba como delantero.
Kawabuchi jugó 26 veces y marcó 8 goles para la selección de fútbol de Japón entre 1958 y 1965. También fue elegido para integrar la selección nacional de Japón para los Juegos Olímpicos de Verano de 1964.

## Trayectoria

### Clubes
| Club              | País  | Año         |
| ----------------- | ----- | ----------- |
| Furukawa Electric | Japón | 1961 - 1970 |

### Selección nacional
| Selección | País  | Año         |
| --------- | ----- | ----------- |
| Absoluta  | Japón | 1958 - 1965 |

## Estadística de equipo nacional
| Selección de Japón | Selección de Japón | Selección de Japón |
| Año                | Part.              | Goles              |
| ------------------ | ------------------ | ------------------ |
| 1958               | 2                  | 2                  |
| 1959               | 9                  | 3                  |
| 1960               | 1                  | 0                  |
| 1961               | 6                  | 1                  |
| 1962               | 6                  | 2                  |
| 1963               | 0                  | 0                  |
| 1964               | 0                  | 0                  |
| 1965               | 2                  | 0                  |
| Total              | 26                 | 8                  |

## Palmarés

### Títulos nacionales
| Título             | Club              | País  | Año  |
| ------------------ | ----------------- | ----- | ---- |
| Copa del Emperador | Furukawa Electric | Japón | 1961 |
| Copa del Emperador | Furukawa Electric | Japón | 1964 |

### Distinciones individuales
| Distinción                                      | Año  |
| ----------------------------------------------- | ---- |
| Inducido al Salón de la Fama del fútbol japonés | 2008 |